# CSPC Pharmaceutical Group
CSPC Pharmaceutical Group — китайская фармацевтическая компания. Штаб-квартира находится в городе Шицзячжуан (административный центр провинции Хэбэй). В списке крупнейших публичных компаний мира Forbes Global 2000 за 2021 год заняла 1494-е место (860-е по чистой прибыли, 1215-е по рыночной капитализации).

## История
Компания была образована в 1994 году на основе Хэбэйской фармацевтической фабрики, в июне того же года её акции были размещены на Гонконгской фондовой бирже, с 2018 года они входят в её основной индекс Hang Seng.

## Собственники и руководство
Возглавляет компанию Цай Дунчэнь (Cai Dongchen); на Хэбэйской фармацевтической фабрике работал с 1975 года, с 1984 года её директор. Ему принадлежит 23,4 % акций компании, его состояние оценивается в 3,2 млрд долларов.

## Деятельность
Научно-исследовательские лаборатории имеются в КНР (Шицзячжуан, Шанхай и Пекин) и в США. На КНР приходится 87 % выручки, на другие страны Азии — 3 %, на США — 5 %, на Европу — 4 %.
Основные подразделения по состоянию на 2020 год.:
- Готовые лекарства — выручка 20,4 млрд юаней;
- Активные вещества — витамин C (1,86 млрд юаней) и антибиотики (1,37 млрд юаней);
- Функциональное питание — напитки с добавлением кофеина, выручка 1,31 млрд юаней.

Основные препараты:
- Butylphthalide (NBP, экстракт сельдерея) — применяется при инсультах;
- Оксирацетам — ноотропный препарат из группы рацетамов;
- Пентоксифиллин — средство, улучшающее периферийное кровообращение;
- Pramipexole — применяется при лечении болезни Паркинсона;
- Доксорубицин — применяется в химиотерапии злокачественных опухолей;
- Паклитаксел — цитостатический противораковый препарат;
- Меропенем — синтетический антибиотик из группы карбапенемов;
- Амоксициллин — полусинтетический антибиотик;
- Цефтриаксон — антибиотик цефалоспоринового ряда;
- Цефуроксим — антибиотик цефалоспоринового ряда;
- Азитромицин — полусинтетический антибиотик;
- Левамлодипин — гипотензивное и антиангинальное средство;
- Клопидогрел — снижает склонность тромбоцитов к агрегации;
- Dronedarone — применяется при аритмии сердца;
- Ацетилсалициловая кислота (аспирин) — анальгетик;
- Ticagrelor — применяется при остром коронарной синдроме;
- Арбидол (Умифеновир) — противовирусный препарат;
- Амброксол — отхаркивающее средство;
- Глимепирид — гипогликемическое средство (применяется при диабете);
- Метформин — гипогликемическое средство;
- Акарбоза — гипогликемическое средство;
- Омепразол — применяется при лечении язвы желудка;
- Трамадол — психотропный опиоидный анальгетик.